# Ibrahim al-Hamadi
Ibrahim al-Hamadi, född 1943, död 11 oktober 1977 i Sanaa, var Nordjemens president från 13 juni 1974, då han som ledare för en militärkupp störtade president Abdul Rahman al-Iryani.
Han mördades 1977 under omständigheter som ännu inte helt klarlagts. Han efterträddes av Ahmad al-Ghashmi.